# Parafia św. Jana Chrzciciela w Wilczkowie
Parafia świętego Jana Chrzciciela w Wilczkowie – parafia rzymskokatolicka znajdująca się w archidiecezji warmińskiej, w dekanacie Świątki. Zgodnie ze stanem na październik 2023 proboszczem parafii jest ks. Stanisław Orpik SDB